# Karl-Rune Östlund
Karl-Rune Östlund, född 30 augusti 1921, död 15 april 1979, var en svensk förlagsredaktör och översättare. Han anställdes av B. Wahlströms förlag i början av 1950-talet och blev som redaktionschef ansvarig för förlagets utgivning av s.k. kioskdeckare i Manhattanserien och översatte också åtskilliga sådana; bland annat 25 Mickey Spillane, 26 Peter Cheyney och mer än 40 James Hadley Chase.

## Böcker
- Kungliga familjen och andra patienser (sammanställda av Karl-Rune Östlund) (B. Wahlström, 1973)
- Ormen Långe och andra patienser (sammanställda av Karl-Rune Östlund) (B. Wahlström, 1975)

## Översättningar (urval)
- Peter Cheyney: Gissa en gång till (You'd be surprised) (B. Wahlström, 1948)
- William Earl Johns: Biggles landar i Kina (Biggles gets his men) (B. Wahlström, 1951)
- Peter Cheyney: Mannen är farlig (This man is dangerous) (B. Wahlström, 1952) (Manhattan, 1)
- Mickey Spillane: Hämnden är min (I the jury) (B. Wahlström, 1952)
- Mickey Spillane: Utan misskund (Vengeance is mine) (B. Wahlström, 1953)
- Rex Stout: Före midnatt (Before midnight) (B. Wahlström, 1957)
- Erskine Caldwell: Ingen ändrar på Jenny (Jenny by nature) (B. Wahlström, 1961)